# Monaster Wprowadzenia Matki Bożej do Świątyni w Kupiatyczach
Monaster Wprowadzenia Matki Bożej do Świątyni – prawosławny klasztor w Kupiatyczach, funkcjonujący od 1629 do 1817.

## Historia
Prawosławny klasztor Wprowadzenia Matki Bożej do Świątyni w Kupiatyczach został ufundowany w 1629 przez kasztelanową brzeską Apolonię Wołłowicz-Wojno i jej syna kasztelana nowogródzkiego Bazylego Kopcia. Istnieją podstawy by przypuszczać, że była to w istocie reaktywacja monasteru działającego najwcześniej od końca XII w. (z pewnością w miejscowości od tego czasu znajdowała się cerkiew). Kupiatycze stały się bowiem ośrodkiem kultu prawosławnego w 1182, gdy według tradycji doszło do cudownego objawienia Kupiatyckiej Ikony Matki Bożej. Kult tego wizerunku pozostawał żywy jeszcze w XV i XVI w., jednak w momencie fundacji monasteru był już znacznie słabszy i intencją fundatorów było jego wznowienie. Pierwsza grupa mnichów do klasztoru przybyła z monasteru Świętego Ducha w Wilnie, zaś pierwszym przełożonym został ihumen Atanazy. Już w kilkanaście lat po fundacji, w latach 40. XVII w., monaster stał się przedmiotem ostrego konfliktu prawosławno-unickiego. Prawdopodobnie Kościół unicki pragnął przejąć znane miejsce pielgrzymkowe. W 1640 na monaster najechali mnisi uniccy z Kobrynia. Klasztor pozostał przy wyznaniu prawosławnym w znacznej mierze dzięki zdecydowanej postawie swojego przełożonego ihumena Józefa, który objął te obowiązki w 1644.
W 1743 spór pomiędzy benedyktynami a mnichami kupiatyckimi zakończył się przyłączeniem (na prośbę ktitorki monasteru Teodory Moroz Szczerbickiej) klasztoru do monasteru Objawienia
Pańskiego w Pińsku jako jego placówki filialnej. Wtedy też mnisi przyjęli unię brzeską. Klasztor w Kupiatyczach ponownie stał się wspólnotą prawosławną po rozbiorach Polski.
Monaster funkcjonował do 1817, gdy został zamknięty razem z grupą innych klasztorów znajdujących się na ziemiach dawnej Rzeczypospolitej anektowanych wskutek rozbiorów do Rosji, na mocy decyzji konsystorza eparchii mińskiej. Decyzję tę Urszula Pawluczuk łączy z tolerancyjną polityką Aleksandra I wobec osób wyznań innego niż prawosławne. Klasztor został zlikwidowany także z powodu niewielkiej liczby mnichów i ogólnego ubóstwa wspólnoty.